# Хусейн II Ґорі
Хусейн II Ґорі (*д/н — 1160) — засновник Гурідського султанату, султан в 1150—1161 роках. Повне ім'я Ала ад-Дін Хусейн аль-Муаззам ібн Хусейн.

## Життєпис
Походив з династії Гурідів. Син еміра Хусейна I. У 1146 році після смерті батько старший брат Сайф ад-Дін Сурі отримав основні володіння, деякі області надав своїм братам. Ала ад-Дін Хусейн отримав Вазиристан. У 1148 році сурі загинув у війні з Бахрам-шахом, султаном Газні. Після нетривалого панування іншого брата Баха ад-Діна Сама I 1149 року Ала ад-Дін Хусейн становиться новим еміром і маліком Гура.
Він продовжив політику попередників, спрямовану на боротьбу проти Газневідів. У 1150 році у битві при Тігінабаді Хусейн II завдав важкої поразки військам султана Бахрам-шаха. Того ж року у битві біля Газні ще раз переміг останнього, захопивши Газні. За наказом Хусейна II столицю газневідів було пограбовано і сплюндровано, зокрема знищено палаци султанів, їхні поховання, окрім Махмуда Газневі, бібліотеки, медресе, різні заклади, загинуло 60 тис. містян. Газні горіло 7 днів, а Ала ад Дін Хусейн дістав прізвисько Джахансуз («Спалювача світу»). Після цього пограбовано всю область навколо Газні та на шляху до Фірузкоха, столиці Гуридів. У Газні своїм намісником Хусейн II залишив брата Сурі.
Після цих успіхів Ала ад-Дін прийняв титул султана. Втім, у 1152 році Бахрам-шах зумів захопити Газні, полонивши та стративши Сурі. В цей час Хусейн II здійснював похід до Хорасану, де захопив місто Балх. Проте того ж року зазнав поразки від сельджуцького війська на чолі із Ахмадом Санджаром, потрапивши в полон. Зміг звільнитися лише у 1154 році за великий викуп.
За час відсутності Гур було захоплено братом Насир ад-Діном мухаммедом. Доволі швидко Хусейн II відновив свою владу. Після цього став розширювати кордони держави, скориставшись поразкою Ахмада Санджара від огузів 1153 року. Султан Великих Сельджуків перебував у полоні. Це сприяло Султану Гура в захопленні Тохаристану, Баміану, Гархістану (сучасний Хазараджат), а також Замінадавр і буст, захопивши частину Кандагарської області. Водночас надав прихисток ісмаїлітам, які переселилися з Хорасану і Табаристану
Помер у 1161 році. Йому спадував син Сайф ад-Дін Мухаммад.